# Glera (Rebsorte)
Glera ist eine Rebsorte, die hauptsächlich im Nordosten Italiens in der Region Friaul-Julisch Venetien, vor allem in Triest, wächst. Aus ihr keltert man hauptsächlich einen Perlwein (italienisch: „Frizzante“) sowie Schaumweine (ital. Spumante) und Stillweine, zum Beispiel Serprina, Serprino, Grappolo, Spargolo, Ghera oder Sciprina.
„Glera“ ist die neue Bezeichnung der Sorte „Prosecco“. Prosecco ist laut Dekret des italienischen Landwirtschaftsministers vom 17. Juli 2009 seit dem 1. Januar 2010 nicht mehr der Name einer Rebsorte, sondern der einer Herkunftsbezeichnung. Bestätigt wurde diese Regelung durch die EG Verordnung Nr. 1166/2009 vom 30. November 2009

## Ampelographische Sortenmerkmale

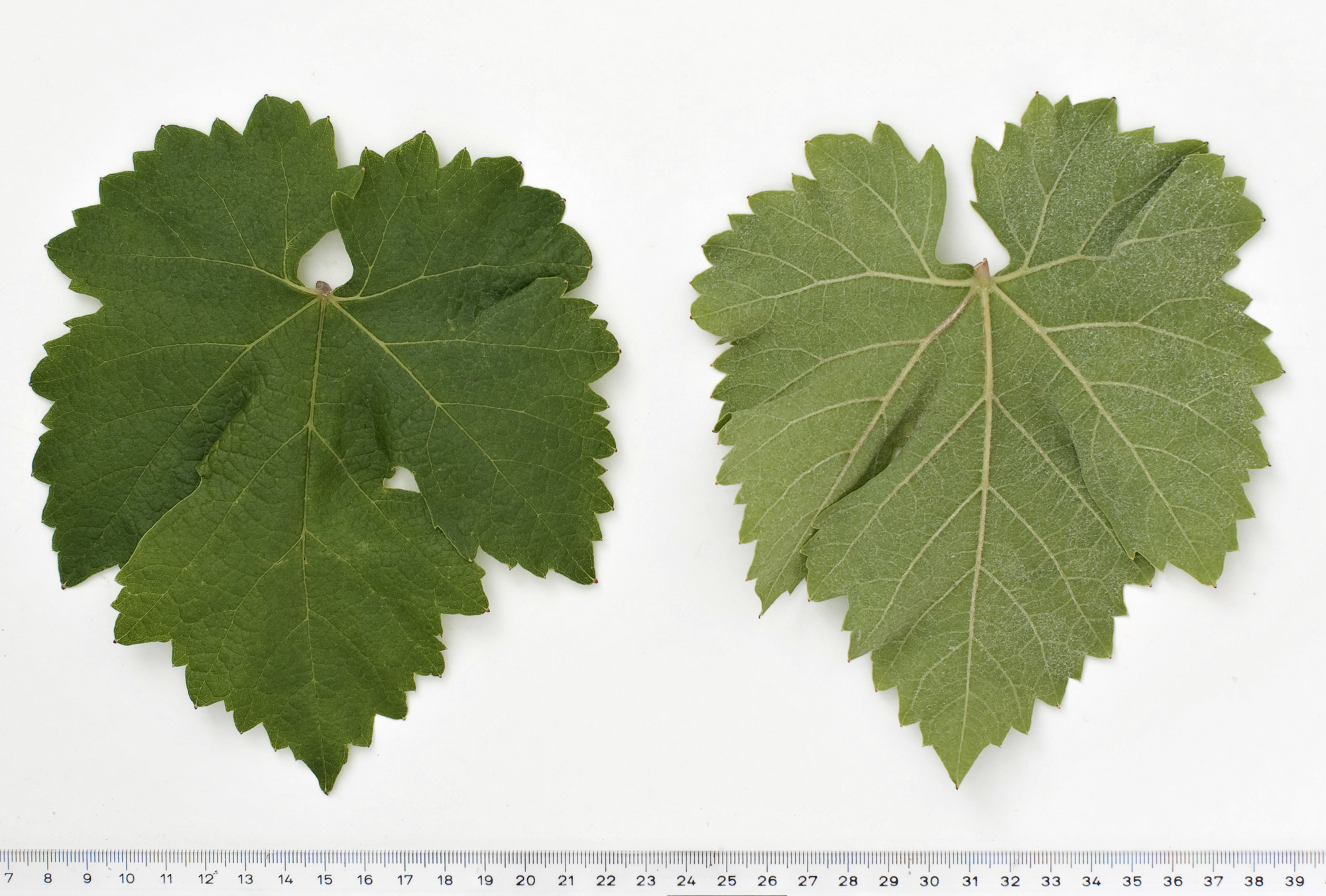
Blatt von Glera

- Die Triebspitze ist offen. Sie ist wollig behaart und leicht rötlich gefärbt. Die Jungblätter sind leicht wollig behaart und gelblich gefärbt.
- Die mittelgroßen bis großen Blätter sind fünflappig und tief gebuchtet (siehe auch den Artikel Blattform). Die Stielbucht ist lyren-förmig geschlossen. Das Blatt ist spitz gesägt. Die Zähne sind im Vergleich der Rebsorten mittelgroß.
- Die walzen- bis kegelförmige Traube ist groß, ein- oder zweiseitig geflügelt und dichtbeerig. Die rundlichen Beeren sind mittelgroß und von goldgelblicher Farbe.

Die wuchskräftige Glera reift ca. 45 Tage nach dem Gutedel und gehört damit zu den Rebsorten der mittleren vierten Reifungsperiode, die sehr spät reifen. Sie neigt zu Verrieselung und Kleinbeerigkeit und damit zu eingeschränkten Erträgen. Empfindlich reagiert die Rebsorte auf Trockenheit.

## Synonyme
26: Beli Teran, Bresanka, Brichka Glera, Briska Glera, Gargana, Ghera, Glere, Gljera, Grappolo Spargolo, Prosecco, Prosecco Balbi, Prosecco Bianco, Prosecco Nostrano, Prosecco Tondo, Prosekar, Proseko, Sciprina, Serpina, Serprina, Serprino, Steverjana, Teran Bijeli, Uva Pissona, Verbic, Verdic, Verdic Beli.